# Aphidius pisivorus
Aphidius pisivorus är en stekelart som beskrevs av Smith 1941. Aphidius pisivorus ingår i släktet Aphidius och familjen bracksteklar. Inga underarter finns listade i Catalogue of Life.